# Celso Yegros
Celso Yegros Estigarribia (* 11. Juli 1935 in Itauguá; † 6. April 2013 in Asunción) war Bischof von Carapeguá.

## Leben
Celso Yegros Estigarribia studierte Philosophie und Theologie am Großen Seminar in Córdoba, Argentinien und empfing am 18. Dezember 1960 in der Kathedrale von Asunción die Priesterweihe durch den Erzbischof von Asunción, Juan José Aníbal Mena Porta. Er war Pfarrer von San Lorenzo und an der Kathedrale von Asunción. Nach weiteren Seelsorgetätigkeiten in der Erzdiözese war er von 1971 bis 1975 im Leitungsteam des Priesterseminars von Paraguay tätig, anschließend Direktor des Büros für die Katechese und von 1973 bis 1985 Professor und Leiter des Instituts Monseñor Bogarín. Er war Generalsekretär der Bischofskonferenz CEP.
Papst Johannes Paul II. ernannte ihn am 6. April 1983 zum Bischof von Carapeguá. Der Erzbischof von Asunción, Ismael Blas Rolón Silvero SDB, spendete ihm am 29. Mai desselben Jahres die Bischofsweihe; Mitkonsekratoren waren die Bischöfe Jorge Adolfo Carlos Livieres Banks, Weihbischof in Asunción, und Carlos Milcíades Villalba Aquino, Bischof von San Juan Bautista de las Misiones.
Am 24. September 2010 nahm Papst Benedikt XVI. seinen altersbedingten Rücktritt an.